# بابلو سانتوس (تنس)
بابلو سانتوس (بالإسبانية: Pablo Santos)‏ مواليد 15 يونيو 1984م في غرناطة، هو لاعب كرة مضرب إسباني، بدأ مسيرته كمحترف سنة 2002م، يلعب باليد اليمنى. أعلى تصنيف له في الفردي كان المركز الـ 181 في سنة 2009م. توقف عن لعب التنس كمحترف سنة 2011م.

## نهائيات بطولات اتحاد لاعبي التنس المحترفين

### الوصيف (1)
| أسطورة                                 |
| -------------------------------------- |
| سلسلة تحدي اتحاد لاعبي التنس المحترفين |

| الرقم | تاريخ         | البطولة       | سطح  | الخصم في النهائي | النتيجة في النهائي |
| ----- | ------------- | ------------- | ---- | ---------------- | ------------------ |
| 1     | 16 يونيو 2008 | بيطوم، بولندا | فخار | لورينت ريكوديرك  | 3–6, 4–6           |

## روابط خارجية
- بابلو سانتوس على موقع رابطة محترفي التنس (الإنجليزية)
- بابلو سانتوس على موقع الاتحاد الدولي لكرة المضرب (الإنجليزية)
- بابلو سانتوس على موقع خلاصة التنس.كوم (الإنجليزية)